# Iepureni (Movileni), Iași
Iepureni este un sat în comuna Movileni din județul Iași, Moldova, România.
Este situat la aproximativ 10 km sud - est de centrul comunei. Ca asezare dateaza din anul 1772. Acest sat a functionat ca centru de comuna incepand cu anul 1925, timp de 7 ani, dupa care a trecut la comuna Tiganasi, unde a format un centru cu mai multe comune pentru 1 an de zile. In anul 1933 se reinfiinteaza comuna Iepureni, iar in 1968 se desfiinteaza, fostul sat de centru trecand la comuna Movileni.
Pentru a ajunge în acest sat, trebuie să folosiți microbuzele private care se găsesc in Copou cu plecări zilnice la orele : 8:30, 12:00, 15:00, 17:30, 19:00. 